# Lijst van voetbalinterlands Belize - Panama
Deze lijst van voetbalinterlands is een overzicht van alle officiële voetbalwedstrijden tussen de nationale teams van Belize en Panama. De Midden-Amerikaanse landen speelden tot op heden zeven keer tegen elkaar. De eerste ontmoeting, een kwalificatiewedstrijd voor het Wereldkampioenschap voetbal 1998, werd gespeeld in Belize City op 2 juni 1996. Het laatste duel, een kwalificatiewedstrijd voor het Wereldkampioenschap voetbal 2026, vond plaats op 7 juni 2025 in Belmopan.

## Wedstrijden
| № | Plaats      | Datum           | Competitie                | Wedstrijd       | Uitslag |
| - | ----------- | --------------- | ------------------------- | --------------- | ------- |
| 1 | Belize City | 2 juni 1996     | WK 1998 kwalificatie      | Belize – Panama | 1 – 2   |
| 2 | Panama-Stad | 9 juni 1996     | WK 1998 kwalificatie      | Panama – Belize | 4 – 1   |
| 3 | Panama-Stad | 23 maart 1997   | UNCAF Nations Cup 1997    | Panama – Belize | 1 – 1   |
| 4 | San Ignacio | 30 maart 1997   | UNCAF Nations Cup 1997    | Belize – Panama | 0 – 1   |
| 5 | Panama-Stad | 14 januari 2011 | Copa Centroamericana 2011 | Panama – Belize | 2 – 0   |
| 6 | Panama-Stad | 13 januari 2017 | Copa Centroamericana 2017 | Panama − Belize | 0 − 0   |
| 7 | Belmopan    | 7 juni 2025     | WK 2026 kwalificatie      | Belize − Panama | 0 − 2   |

## Samenvatting
| Competitie           | Totaal gespeeld | Winst Belize | Gelijk | Winst Panama | Doelsaldo Belize – Panama |
| -------------------- | --------------- | ------------ | ------ | ------------ | ------------------------- |
| WK-kwalificatie      | 3               | 0            | 0      | 3            | 2 − 8                     |
| Copa Centroamericana | 4               | 0            | 2      | 2            | 1 − 4                     |
| Totaal               | 7               | 0            | 2      | 5            | 3 − 12                    |

Wedstrijden bepaald door strafschoppen worden, in lijn met de FIFA, als een gelijkspel gerekend.

## Details

### Eerste ontmoeting
| WK 1998 kwalificatie (Belize City, Belize, 2 juni 1996): |              | |
| Belize | 1 – 2        | Panama |
| David McCauley 28' | goals        | 57' Rubén Guevara 61' Julio Dely Valdes |
| Michael Winston | bondscoach   | César Maturana |
| Carlos Slusher Martin Nolberto Rogelio Barahona Deron Jones Óscar Valdez Jorge Garcia Nelson Moss 60' Erwin Contreras David McCauley Marcelino Tun 85' Denmark Casey | opstellingen | Ricardo James Ricardo Phillips Luis Solis Franklin Delgado Jairzinho Serrano Luis Rodríguez Osvaldo Solanilla 78' Ruben Guevara 78' Victor Mendieta Julio Dely Valdes Percival Piggott |
| David Rodríguez 60' 70' Erwin Contreras 70' Clifford Usher 85' | wissels      | 78' Juan Cubilla 78' Oriel Avila |
| Marcelino Tun 71' | gele kaarten | 20' Osvaldo Solanilla |

### Tweede ontmoeting
| WK 1998 kwalificatie (Panama-Stad, Panama, 9 juni 1996): |              | |
| Panama | 4 – 1        | Belize |
| Julio Dely Valdes 14' Julio Dely Valdes 46' Julio Dely Valdes 61' Víctor Mendieta 88' | goals        | 60' Denmark Casey |
| César Maturana | bondscoach   | Michael Winston |
| Ricardo James Ricardo Phillips 57' Luis Solis Franklin Delgado Jairzinho Serrano Juan Cubilla Osvaldo Solanilla Ruben Guevara 70' Victor Mendieta Julio Dely Valdes Percival Piggott 78' | opstellingen | Carlos Slusher Martin Nolberto Rogelio Barahona Deron Jones 46' Óscar Valdez Jorge Garcia Freddy Tun 72' Nelson Moss David McCauley 65' Marcelino Tun Denmark Casey |
| Felipe Villanueva 57' Eric Martínez 70' Luis Azgrazal 78' | wissels      | 46' Erwin Contreras 65' David Rodríguez 72' Edmond Pandy |
| Julio Dely Valdes 37' | gele kaarten | 78' Edmond Pandy |

### Derde ontmoeting
| UNCAF Nations Cup 1997 (Panama-Stad, Panama, 23 maart 1997): |       |                 |
| Panama                                                       | 1 – 1 | Belize          |
| Neftalí Díaz 69'                                             | goals | 78' Joseph Prat |

### Vierde ontmoeting
| UNCAF Nations Cup 1997 (San Ignacio, Belize, 30 maart 1997): |       |                   |
| Belize                                                       | 0 – 1 | Panama            |
|                                                              | goals | 13' Rubén Guevara |

### Vijfde ontmoeting
| Copa Centroamericana 2011 (Panama-Stad, Panama, 14 januari 2011): |       |        |
| Panama                                                            | 2 – 0 | Belize |
| Edwin Aguilar 21' Roberto Brown 28'                               | goals |        |